# Martie 2003
Acest articol este generat integral pe baza informațiilor din articolul 2003 și este actualizat periodic de un robot.
 Editările făcute în articol vor fi șterse la următoarea actualizare! Dacă doriți să faceți modificări, editați articolul-sursă.

ianuarie -
februarie -
martie -
aprilie -
mai -
iunie -
iulie -
august -
septembrie -
octombrie -
noiembrie -
decembrie
Martie 2003 a fost a treia lună a anului și a început într-o zi de sâmbătă.

## Evenimente
- 12 martie: Premierul sârb Zoran Đinđić este asasinat la Belgrad.
- 15 martie: Hu Jintao devine al 6-lea președinte al Chinei, succedându-l pe Jiang Zemin.
- 17 martie: Președintele american, George W. Bush, i-a dat un ultimatum lui Saddam Hussein de a părăsi țara în 48 de ore, pentru a evita atacurile militare preconizate de SUA.
- 20 martie: Invazia Irakului din 2003: trupe din SUA, Marea Britanie, Australia și Polonia au atacat Irakul; războiul a luat sfârșit în mod oficial pe 1 mai cu victoria SUA.

## Decese
- 4 martie: Isidora Rosenthal-Kamarinea, 84 ani, specialistă în literatura neogreacă și profesoară de filologie neogreacă și bizantină la Universitatea din Bochum (n. 1918)
- 8 martie: Constantin Constantinov, 87 ani, actor din R. Moldova (n. 1915)
- 11 martie: Ludmila Erofeeva, 65 ani, soprană din R. Moldova, de etnie rusă (n. 1937)
- 12 martie: Zoran Djindjic, 50 ani, premier al Serbiei (2001-2003), (n. 1952)
- 14 martie: Lucian Boz, 94 ani, autor român (n. 1908)
- 14 martie: Haralambie Grămescu, 77 ani, traducător român (n. 1926)
- 15 martie: Vasile Breban, 95 ani, lingvist român (n. 1907)
- 16 martie: Elena Albu, 53 ani, actriță română (n. 1949)
- 16 martie: Rachel Corrie, 23 ani, pacifistă americană (n. 1979)
- 16 martie: Cezar Dinu, 27 ani, fotbalist român (n. 1975)
- 17 martie: Robert Shelton (Robert Marvin Shelton), 73 ani, vânzător de anvelope și tipograf american (n. 1929)
- 18 martie: Karl Kling, 92 ani, pilot german de Formula 1 (n. 1910)
- 19 martie: Micheline Coulibaly, 52 ani, scriitoare ivoriană (n. 1950)
- 23 martie: Hideyo Amamoto, 77 ani, actor japonez de film (n. 1926)
- 24 martie: Constantin Aramă, 83 ani, inginer român (n. 1919)
- 27 martie: Eugen Nechifor-Moraru, 73 ani, primar al Iașului (1979-1989), (n. 1929)
- 27 martie: Daniel Ceccaldi, actor francez (n. 1927)
- 29 martie: Tadao Horie, 89 ani, fotbalist japonez (n. 1913)
- 30 martie: Valentin Pavlov, 65 ani, politician comunist rus (n. 1937)
- 30 martie: Vasilica Tastaman, 69 ani, actriță română (n. 1933)
- 30 martie: Michael Jeter, 50 ani, actor american (n. 1952)
- 31 martie: Mariana Marin, 46 ani, poetă română (n. 1956)
- 31 martie: Harold Scott MacDonald Coxeter, 96 ani, matematician canadian (n. 1907)